# Kløfta Station
Kløfta Station (Kløfta stasjon) er en jernbanestation, der ligger i Kløfta på Hovedbanen i Norge. Stationen ligger 168,5 meter over havet, 36,48 km fra Oslo S. Stationen består af fire spor med en delvist overdækket øperron mellem de to af dem. En gangtunnel forbinder perronen med stationsbygningen med Narvesen-kiosk og en stor parkeringsplads.
Stationen åbnede 1. september 1854 som en del af Hovedbanen, Norges første jernbane der gik fra Oslo til Eidsvoll. Oprindeligt hed den Kløften, men den skiftede navn til Kløfta i 1920. Den oprindelige stationsbygning, der blev tegnet af Heinrich Ernst Schirmer og Wilhelm von Hanno, befinder sig nu på Norsk Jernbanemuseum i Hamar. Stationen fik en ny stationsbygning tegnet af Henrik Bull i 1920'erne. I forbindelse med etableringen af Gardermobanen blev der anlagt en ny station i 1998. Indtil 8. december 2012 fungerede stationen som forbindelse mellem Hovedbanen og Gardermobanen.